# Bocchoropsis pharaxalis
Bocchoropsis pharaxalis är en fjärilsart som beskrevs av Herbert Druce 1895. Bocchoropsis pharaxalis ingår i släktet Bocchoropsis och familjen Crambidae. Inga underarter finns listade i Catalogue of Life.